# Annapolis – Kampf um Anerkennung
 Annapolis – Kampf um Anerkennung  ist ein amerikanisches Militär-Drama aus dem Jahr 2006. Es handelt von einem jungen Mann, der die Anerkennung von Freunden und Familie gewinnen will, indem er die Ausbildung zum Marineoffizier an der U.S. Naval Academy Annapolis, Maryland, erfolgreich absolviert. Das Budget für den Film wird auf 26 Millionen US-Dollar geschätzt.

## Handlung
Der Film beginnt mit einer Sequenz, bei der die Hauptfigur Jake Huard auf dem Boden eines Boxrings liegt. Im Boxkampf mit A.J., einem engen Freund und Arbeitskollegen, wurde er zu Boden geschlagen, schafft es jedoch vor dem Auszählen wieder auf die Beine zu kommen. Zuschauer, die auf den Ausgang des Boxkampfes gewettet haben, tauschen bereits vorzeitig ihre Wetteinsätze aus, da sie nicht mehr an einen Sieg Jakes glauben. Sein Vater rät ihm, sich zunächst zurückzuhalten, um nicht direkt k. o. geschlagen zu werden. Jake hingegen geht überstürzt offensiv gegen A.J. vor und muss weitere Treffer einstecken. Zu Ende des Kampfes gelingt Huard trotzdem der K.-o.-Schlag gegen A.J., womit er den Kampf für sich entscheidet. Die vorzeitig ausgetauschten Wetteinsätze werden zurückgetauscht.
Jake lebt seit dem Tod seiner Mutter allein bei seinem Vater Bill Huard in Annapolis, Maryland. Zu ihm hat er eine schwierige Beziehung: Bill, der nicht an die Fähigkeiten seines Sohnes glaubt und ihn daher bei jeder Gelegenheit bevormundet und kritisiert, ist gleichzeitig Jakes Arbeitgeber. In der Werft, die Kriegsschiffe für die US Navy baut, ist Jake als Schweißer angestellt. Die Arbeit gefällt ihm nicht. Sein einziger Ausgleich ist das Boxen, das er umso mehr in die Mitte seines Lebens rückt.
In seiner Kindheit versprach er seiner Mutter, zur US Navy zu gehen, wovon er noch heute träumt. Um die Anerkennung seines Vaters zu gewinnen, beschließt er seinen Wunsch Wirklichkeit werden zu lassen und bewirbt sich für das harte und rigorose Auswahlverfahren der Marineakademie in Annapolis.
Am Tag nach dem Boxkampf sucht der Ausbildungsleiter der US Naval Academy, Lieutenant Commander Burton, Jake Huard in der Werft auf. Er spricht Huard auf sein Empfehlungsschreiben an, dass ihm ein Kongressmitglied trotz unterdurchschnittlicher Abschlüsse ausgestellt hat. Es stellt sich heraus, dass sich Huard 34-mal an den Kongressabgeordneten wenden musste, ehe ihm dieser endlich entgegenkam. Trotz alledem überreicht ihm Burton, der Huards gestrigen K.-o.-Sieg als Zuschauer beiwohnte, die Zulassungspapiere für einen Nachrückerplatz an der Akademie.
Am Abend feiert Jake seinen Abschied mit einigen Freunden in die Kneipe „Sir Frankie's“. Ehe Jake gehen möchte, behauptet A.J., dass die Kollegen Geld zusammengelegt hätten, um ihm eine Nacht mit einer Prostituierten zu schenken. Jake, der sich zunächst sperrt, gesellt schließlich zu der vermeintlichen Prostituierten an die Bar und spricht diese auf ihr Gewerbe an. Als die Frau, die sich als Ali vorstellt, irritiert reagiert, bemerkt Jake den bösen Scherz und versucht die Situation mit einem Flirt zu entschärfen, allerdings vergeblich. Als sich Jake kurz abwendet, ist Ali im Gemenge aus der Bar verschwunden.
Am folgenden Tag bringt Bill Huard, der von Jakes Plänen wenig begeistert ist und dessen Fähigkeit zur Unterordnung anzweifelt, seinen Sohn zur Marineakademie. Gerade zum Dienst angetreten, muss Jakes Einheit Sportübungen absolvieren. Dort trifft er erneut auf Ali, jedoch diesmal in ihrer Rolle als Midshipman 2nd Class und Vorgesetzte sowie auf den Einheitsleiter Midshipman 1st Class und ehemaligen Marine Matthew Cole. Gerade letzterer untermauert seine Autorität sogleich mit Drill und Schikane und stellt klar, niemanden die Ausbildung bestehen zu lassen, der in seinen Augen nicht hinreichend geeignet ist, um der Naval Academy würdig zu sein. Beim anschließenden Absolvieren des Hindernisparcours, den Huard mit Lob besteht, fällt erstmals Jakes Stubenkamerad Nance negativ auf, da er als einziger der Einheit an Hindernissen scheiterte. Whitaker, ebenfalls Ausbilder der Einheit, verpasst ihm deshalb den Spitznamen „Twins“, mit dem er seither angeredet wird. Anders als Jake hat Nance sportliche Defizite, kann aber mit fachlichen Kenntnissen überzeugen. Huard fällt bei Cole in mehreren Übungen in Ungnade, weil er sich aufgrund der kurzfristigen Zulassung nicht wie die anderen Bewerber vorbereiten konnte. Lediglich im Boxtraining gehört Jake zum Durchschnitt der Einheit.
Als Nance mit in der Akademie verbotenen Süßigkeiten erwischt wird, widersetzt sich Jake zum ersten Mal einem Befehl eines Ausbilders, wodurch er sich bei den Vorgesetzten zum schwarzen Schaf der Einheit macht und nun verstärkt schikaniert wird. Gegen die Hilfe anderer Kameraden sperrt er sich, weil er der Meinung ist, die Ausbildung selbst und ohne Bevormundung absolvieren zu können. Er liefert sich weitere Machtkämpfe, insbesondere mit Cole, weshalb er auch in seiner Einheit zunehmend an Ansehen verliert.
Mit der Zeit muss Jake miterleben, wie Kameraden wegen verhältnismäßig geringen Verfehlungen von der Akademie verwiesen werden. Trotz dessen ändert sich Huards Verhalten gegenüber den Mitbewerbern sowie dem Ausbilderteam nicht.
Als sich Cole eines Tages im Boxunterricht als Gegner zur Verfügung stellt, beschließt Jake, es ihm im Boxring heimzuzahlen, unterliegt Cole aber chancenlos. Um seinen Frust abzubauen, geht er auf Cole los, als dieser den Ring verlassen wollte und wird deswegen vom Boxunterricht ausgeschlossen.
In den Semesterferien besucht Jake seine ehemaligen Kollegen auf der Werft. Dort erfährt er, dass diese Wetten auf seine Verweildauer an der Akademie abgeschlossen haben. Weil auch sein Vater nicht an seine Pläne glaubt und ihm deshalb seinen alten Posten als Schweißer freigehalten hat, motiviert sich Huard, seine Ausbildung fortzusetzen. Enttäuscht von Freunden und von seinem Vater verbringt er die restliche Zeit größtenteils im „Sir Frankie’s“. Dort trifft er wieder auf Ali, mit der er flirtet und tanzt. Am nächsten Tag tritt er seinen Dienst leicht verspätet an und wird daraufhin zu Cole in die Memoriam Hall zitiert. Dort stellt Cole klar, dass er Huard nicht für gut genug erachte. Um Huard bloßzustellen, setzt er Gemeinschaftsstrafen für die Fehler Huards an, weshalb sich die letzten Kameraden der Einheit von ihm abwenden, bis auf Nance, der Huards Situation nachempfinden kann und zu seinem einzigen und besten Freund an der Akademie wird. Während Huard Nance bei der Vorbereitung auf den Hindernisparcours unterstützt, gibt ihm Nance Tipps, um erfolgreicher zu lernen. Dadurch hofft Huard, zumindest einiger Schikanen Herr werden zu können.
Obwohl er vom Boxunterricht ausgeschlossen ist, möchte Jake an den Brigademeisterschaften, die ausnahmslos jedem Akademiemitglied offenstehen, teilnehmen. Sein Ziel ist es, gegen Cole im Finalkampf zu boxen. Deshalb trainiert er nachts und wird dabei von Lieutenant Commander Burton überrascht. Kurzerhand fordert ihn dieser zu einem Trainingskampf heraus. Im Laufe einer Unterhaltung stellt sich heraus, dass sich Burton für Huards Bewerbung eingesetzt hat. Er empfiehlt Jake, sich von anderen helfen zu lassen. Jake dagegen bleibt sich seiner Linie zunächst treu und lehnt jegliche Unterstützung ab, ehe er am nächsten Tag Ali für die Meisterschaftsvorbereitung um Hilfe bittet. Seitdem trainiert Jake zusammen mit Burton und Ali an seiner Fitness und Boxtechnik, um gegen Cole eine Chance zu haben. Sowohl im sportlichen Bereich als auch in Sachen mentaler und fachlicher Bildung macht er dank Nances Hilfe allmählich Fortschritte. Nance stattet Jake mit Süßigkeiten aus, damit dieser in dieselbe Gewichtsklasse wie Cole eingestuft wird und Tag für Tag kommt Jake seinem Ziel – einem Kampf mit Cole – näher.
In den ersten Runden der Meisterschaft macht sich das harte Training bezahlt und Jake erreicht mit zwei K.-o.-Siegen gegen Loo und Whitaker den Einzug in den finalen Kampf mit Cole.
Als er mit der kompletten Einheit die Werft besucht, um ein neues Kriegsschiff zu besichtigen, trifft er seinen Vater Bill. In einer Unterhaltung schlagen beide versöhnliche Töne an und Jake lädt Bill zum Meisterschaftskampf gegen Cole ein.
Währenddessen erleidet Nance einen herben Rückschlag: obwohl er den Hindernisparcours vollständig durchläuft, scheitert er mit vier Sekunden am Zeitlimit. Konsequenz ist das Ende der Ausbildung und der Verlust seines Platzes an der Akademie. Obwohl Nance nur knapp scheiterte, bleibt Cole unnachgiebig und gestattet ihm keinen weiteren Versuch. Neben der Enttäuschung plagen Nance derweil Ängste vor den Reaktionen seiner damals so stolzen Familie und Bekannten. Er fühlt sich als Versager und stürzt sich deshalb aus dem Fenster des Quartiers. Aufgrund dessen greift Jake Cole tätlich an, weil er ihm die Schuld für den Suizidversuch gibt. Nach mehreren Tagen auf der Intensivstation und Ungewissheit über seine Genesungs- und Überlebenschancen stellt sich heraus, dass Nance überleben wird.
Weil sich Cole seines Finalkonkurrenten nicht durch vorzeitigen Rauswurf aus der Academy entledigen will, bittet er den Disziplinarausschuss nach einem Anhörungstermin nach dem Finalkampf. Obwohl Jake zunächst gar nicht mehr antreten will, überzeugt ihn Nance im Krankenhaus davon, sein Ziel nicht zu verwerfen, sodass Jake letztlich doch kämpft.
Zum Finalkampf sind alle Menschen erschienen, die für Jake von Bedeutung sind: A.J., Nance, Burton, Ali und auch sein Vater Bill. Der Kampf beginnt für Jake allerdings schlecht. Cole ist ihm weit überlegen, sodass Jake zwischenzeitlich sogar zweimal zu Boden geht. Erst in der letzten Runde kommt Huard besser in den Kampf und beendet ihn als Überlegener. Nichtsdestotrotz konnte Cole die Kampfrichter überzeugen und die Meisterschaft für sich entscheiden. Dennoch ist Jake keinesfalls enttäuscht. Vielmehr spürt er die ihm entgegengebrachte Anerkennung für seine Leistung, als alle Zuschauer, einschließlich seiner Kameraden und seines Vaters Jakes Namen rufen.
Als der Disziplinarausschuss seine Entscheidung bezüglich Huards Zukunft in der Navy bekannt gibt, wird er darüber unterrichtet, dass sich ausgerechnet Cole für dessen Verbleib auf der Akademie eingesetzt hat. Zwar muss er mit disziplinarischen Auflagen klarkommen, darf aber bei der Naval Academy bleiben.
Nach einem Jahr Ausbildung werden Huard und die anderen Bewerber erstmals befördert. Da Ali nun nicht mehr seine Vorgesetzte ist, steht der Beziehung, die sich seit dem ersten Treffen stetig entwickelte, nichts mehr im Wege. Als Jake Midshipman Cole zu einem Bus gehen sieht, der diesen zu einem Auslandseinsatz der Marines abholt, möchte sich Huard für seine Hilfe vor dem Disziplinargremium bedanken. Cole entgegnet, dass sein Verhalten nur der Akademie gedient und nichts mit Jakes Person zu tun gehabt habe. Respektvoll gegenüber einander salutieren sie, ehe Jake scherzhaft fragt, wie der Kampf wohl ausgegangen wäre, wenn er noch eine Runde gedauert hätte. Cole antwortet darauf, dass er die Antwort darauf nur bekommen könne, wenn er sich ihm und den Marines anschließen würde.

## Kritik
In englischsprachigen Medien stieß der Film auf nahezu einhellige Ablehnung. Basierend auf der Auswertung von 114 Kritiken weist Rotten Tomatoes eine Zustimmungsquote von lediglich 10 Prozent aus.
Das Lexikon des internationalen Films urteilte, der Film triefe „vor Patriotismus“. Die Produktion verwerte „den Stoff des Films Ein Offizier und Gentleman“ wieder, ohne allerdings annähernd „dessen emotionale Dichte zu erreichen“.